# I still believe ~한숨~
〈I still believe ~한숨~〉(일본어: I still believe 〜ため息〜 아이 스티루 비리브 타메이키[*])는 시즈쿠사 유미의 여덟 번째 싱글이다.

## 개요
타이틀곡인 〈I still believe ~한숨~〉은 시즈쿠사 유미의 첫 TV 애니메이션 타이업곡이 되며, CD 발표 1주일 전인 5월 23일부터 아이튠스 스토어에서 선행 배포됐다. 또, 커플링 곡으로는 미니 리퍼턴의 대표곡 〈Lovin' You〉를 커버하고 있다.
원래 제인 레코드에서 발매될 예정(처음에 CD번호는 ZACL-4005)이었으나 제작 도중 노던 뮤직으로 이적해서 현재의 CD번호로 바뀌었다. 또한, 이 작품은 본인의 노던 뮤질으로 이적 제1탄 싱글임과 동시에 노던 뮤직 레이블 자체의 제1호 발매 작품이기도 하다.

## 수록곡
1. I still believe ~한숨~(I still believe 〜ため息〜)
  - 작사: 시즈쿠사 유미, 작곡 · 편곡: 토쿠나가 아키히토
2. Wonderful World
  - 작사: 시즈쿠사 유미, 작곡: 미요시 마코토, 편곡: 토쿠나가 아키히토
3. Lovin' You
  - 작사 · 작곡: 리차드 루돌프, 미니 리퍼턴, 편곡: Jahah
4. I still believe ~한숨~ (Instrumental)

## 타이업
- 요미우리 TV 닛폰 TV계 전국 넷 애니메이션 《명탐정 코난》 닫는 곡 (#1)
- 지바 TV제작 UHF 32개국 넷 《MU-GEN: Music Generations》 2007년 5월 닫는 곡 (#1)

| TV 애니메이션 《명탐정 코난》 닫는 곡 2007년 5월 7일 (471화) ~ 2007년 9월 3일 (486화) |                                          |                                                 |
| 이전 곡: 쿠라키 마이 〈하얀 눈〉                                                      | 시즈쿠사 유미 〈I still believe ~한숨~〉 | 다음 곡: 가넷 크로우 〈세계는 돈다고 말하지만〉 |